# Saison 2014 de la PSA
La saison 2014 de l'Association professionnelle de squash (ou PSA World Tour 2014), est constituée d'une centaine de tournois organisés par la PSA, dont six World Series et le championnat du monde organisé cette année à Doha au Qatar. La saison se conclut par les World Series Finals, tournoi réunissant les huit meilleurs joueurs de la saison.
| World Championship    |
| World Series Platinum |
| World Series Gold     |
| International 70      |
| International 50      |

## Janvier
| Tournoi                                                                                 | Date                        | Champion                                          | Finaliste        | Demi-finalistes                     | Quart de finaliste                                                |
| --------------------------------------------------------------------------------------- | --------------------------- | ------------------------------------------------- | ---------------- | ----------------------------------- | ----------------------------------------------------------------- |
| Tournament of Champions 2014 New York, États-Unis World Series Gold 115 000 $ - tableau | 17–24 janvier 2014          | Amr Shabana 11–8, 11–3, 11–4                      | Grégory Gaultier | Mohamed El Shorbagy James Willstrop | Nick Matthew Peter Barker Daryl Selby Simon Rösner                |
| Motor City Open 2014 Détroit, États-Unis International 70 70 000 $ - tableau            | 25–28 janvier 2014          | Mohamed El Shorbagy 8–11, 12–14, 11–4, 11–6, 11–7 | Peter Barker     | Amr Shabana Cameron Pilley          | Karim Darwish Omar Mosaad Miguel Á. Rodríguez Olli Tuominen       |
| Open de Pittsburgh 2014 Pittsburgh, États-Unis International 25 25 000 $ - tableau      | 31 janvier - 3 février 2014 | Karim Abdel Gawad 5–11, 11–7, 11–4, 13–11         | Alister Walker   | Nicolas Müller Olli Tuominen        | Ryan Cuskelly Mohd Nafiizwan Adnan César Salazar Muhd Asyraf Azan |

## Février
| Tournoi                                                                        | Date                     | Champion                                   | Finaliste   | Demi-finalistes                  | Quart de finaliste                                      |
| ------------------------------------------------------------------------------ | ------------------------ | ------------------------------------------ | ----------- | -------------------------------- | ------------------------------------------------------- |
| Open de Suède 2014 Linköping, Suède International 70 70 000 $ - tableau        | 6–9 février 2014         | Nick Matthew 11–13, 11–6, 11–8, 6–11, 11–4 | Ramy Ashour | Grégory Gaultier Amr Shabana     | Borja Golán Peter Barker Daryl Selby Omar Mosaad        |
| Windy City Open 2014 Chicago, États-Unis World Series Gold 115 000 $ - tableau | 26 février - 3 mars 2014 | Grégory Gaultier 11–7, 11–3, 11–4          | Ramy Ashour | Nick Matthew Mohamed El Shorbagy | James Willstrop Peter Barker Simon Rösner Saurav Ghosal |

## Mars
| Tournoi                                                                                  | Date            | Champion                      | Finaliste       | Demi-finalistes                     | Quart de finaliste                           |
| ---------------------------------------------------------------------------------------- | --------------- | ----------------------------- | --------------- | ----------------------------------- | -------------------------------------------- |
| Canary Wharf Squash Classic 2014 Londres, Angleterre International 50 50 000 $ - tableau | 24–28 mars 2014 | Nick Matthew 11–5, 11–5, 11–5 | James Willstrop | Peter Barker Miguel Ángel Rodríguez | Daryl Selby Simon Rösner Omar Mosaad Max Lee |

## Avril
| Tournoi                                                                             | Date             | Champion                                 | Finaliste           | Demi-finalistes              | Quart de finaliste                                      |
| ----------------------------------------------------------------------------------- | ---------------- | ---------------------------------------- | ------------------- | ---------------------------- | ------------------------------------------------------- |
| Northern Ontario Championships 2014 Grand Sudbury, Canada International 25 25 000 $ | 2–5 avril 2014   | Stephen Coppinger 11–6, 13–11, 11–4      | Marwan El Shorbagy  | Adrian Grant Joe Lee         | Tom Richards Ryan Cuskelly Campbell Grayson Diego Elías |
| El Gouna International 2014 El Gouna, Égypte World Series Gold 115 000 $ - tableau  | 13–18 avril 2014 | Ramy Ashour 11–7, 12–10, 8–11, 11–8      | Mohamed El Shorbagy | Grégory Gaultier Amr Shabana | Karim Darwish Peter Barker Daryl Selby Omar Mosaad      |
| Grasshopper Cup 2014 Zurich, Switzerland International 50 50 000 $ - tableau        | 23–27 avril 2014 | Amr Shabana 11–6, 11–9, 4–11, 8–11, 11–8 | Tarek Momen         | James Willstrop Borja Golán  | Daryl Selby Simon Rösner Omar Mosaad Mohamed Abouelghar |

## Mai
| Tournoi                                                                                            | Date                 | Champion                              | Finaliste      | Demi-finalistes                  | Quart de finaliste                                               |
| -------------------------------------------------------------------------------------------------- | -------------------- | ------------------------------------- | -------------- | -------------------------------- | ---------------------------------------------------------------- |
| British Open 2014 Hull, England World Series Platinum $150 000 $ - tableau                         | 12–18 mai 2014       | Grégory Gaultier 11–3, 11–6, 11–2     | Nick Matthew   | Ramy Ashour Mohamed El Shorbagy  | James Willstrop Amr Shabana Mathieu Castagnet Fares Dessouky     |
| Hong Kong FC International 2014 Hong Kong, China International 25 25 000 $                         | 21–24 mai 2014       | Max Lee 11–3, 10–12, 8–11, 11–5, 11–6 | Ong Beng Hee   | Adrian Grant Leo Au              | Alister Walker Mohd Nafiizwan Adnan Mazen Hesham Henrik Mustonen |
| Torneo Internacional PSA Sporta 2014 Guatemala City, Guatemala International 25 25 000 $ - tableau | 29 mai - 1 June 2014 | Marwan El Shorbagy 11–7, 11–8, 11–7   | Shawn Delierre | Christopher Gordon Alfredo Ávila | Campbell Grayson César Salazar Jaymie Haycocks Muhd Asyraf Azan  |

## Juillet
| Tournoi                                                                                   | Date             | Champion                               | Finaliste   | Demi-finalistes                 | Quart de finaliste                                              |
| ----------------------------------------------------------------------------------------- | ---------------- | -------------------------------------- | ----------- | ------------------------------- | --------------------------------------------------------------- |
| CCI PSA International Championship 2014 Mumbai, India International 25 25 000 $ - tableau | 3–6 juillet 2014 | Ali Farag 11–7, 7–11, 5–11, 11–1, 11–9 | Nasir Iqbal | Zahed Mohamed Mahesh Mangaonkar | Ong Beng Hee Jaymie Haycocks Kristian Frost Harinder Pal Sandhu |

## Août
| Tournoi                                                                         | Date            | Champion                                         | Finaliste        | Demi-finalistes                 | Quart de finaliste                                                     |
| ------------------------------------------------------------------------------- | --------------- | ------------------------------------------------ | ---------------- | ------------------------------- | ---------------------------------------------------------------------- |
| Open de Colombie 2014 Bogota, Colombie International 50 50 000 $ - tableau      | 6–9 août 2014   | Miguel Ángel Rodríguez 9–11, 11–7, 11–7, 11–1    | Omar Mosaad      | Simon Rösner Marwan El Shorbagy | Nicolas Müller Omar Abdel Meguid Mazen Hesham Henrik Mustonen          |
| Malaysian Open 2014 Kuala Lumpur, Malaisie International 50 50 000 $ - tableau  | 20–23 août 2014 | Mohamed El Shorbagy 11–9, 11–5, 11–7             | Max Lee          | Borja Golán Tarek Momen         | Karim Abdel Gawad Olli Tuominen Mohd Nafiizwan Adnan Mahesh Mangaonkar |
| Hong Kong Open 2014 Hong Kong, Chine World Series Platinum $150 000 $ - tableau | 26–31 août 2014 | Mohamed El Shorbagy 11–9, 11–2, 4–11, 8–11, 11–4 | Grégory Gaultier | Borja Golán Tarek Momen         | Peter Barker Daryl Selby Simon Rösner Nicolas Müller                   |

## Septembre
| Tournoi                                                                                      | Date                 | Champion                                      | Finaliste          | Demi-finalistes                     | Quart de finaliste                                             |
| -------------------------------------------------------------------------------------------- | -------------------- | --------------------------------------------- | ------------------ | ----------------------------------- | -------------------------------------------------------------- |
| Open de Chine 2014 Shanghai, Chine International 70 70 000 $ - tableau                       | 4–7 septembre 2014   | James Willstrop 11–7, 11–7, 9–11, 10–12, 11–5 | Peter Barker       | Omar Mosaad Laurens Jan Anjema      | Borja Golán Daryl Selby Marwan El Shorbagy Karim Abdel Gawad   |
| Abierto Mexicano de Raquetas 2014 Huixquilucan, Mexique International 70 70 000 $ - tableau  | 18–21 septembre 2014 | Mohamed El Shorbagy 11–3, 11–3, 11–2          | Marwan El Shorbagy | Omar Mosaad César Salazar           | Simon Rösner Miguel Á. Rodríguez Mathieu Castagnet Diego Elías |
| Open de Charlottesville 2014 Charlottesville, États-Unis International 25 25 000 $ - tableau | 18–21 septembre 2014 | Alister Walker 6–11, 11–3, 16–14, 11–6        | Lucas Serme        | Tom Richards Karim Ali Fathi        | Adrian Grant Chris Simpson Campbell Grayson Declan James       |
| Netsuite Open 2014 San Francisco, États-Unis International 70 70 000 $ - tableau             | 26–30 septembre 2014 | Grégory Gaultier 11–3, 11–5, 11–5             | Amr Shabana        | Peter Barker Miguel Ángel Rodríguez | Laurens Jan Anjema Adrian Grant Chris Simpson Alister Walker   |

## Octobre
| Tournoi                                                                     | Date                           | Champion                                        | Finaliste              | Demi-finalistes                     | Quart de finaliste                                            |
| --------------------------------------------------------------------------- | ------------------------------ | ----------------------------------------------- | ---------------------- | ----------------------------------- | ------------------------------------------------------------- |
| US Open 2014 Philadelphie, États-Unis World Series Gold 115 000 $ - tableau | 13–18 octobre 2014             | Mohamed El Shorbagy 8–11, 11–9, 11–3, 11–3      | Amr Shabana            | Grégory Gaultier Nick Matthew       | Simon Rösner Omar Mosaad Adrian Waller Fares Dessouky         |
| CAS International 2014 Islamabad, Pakistan International 25 25 000 $        | 20–23 octobre 2014             | Omar Abdel Meguid 6–11, 6–11, 11–4, 11–5, 13–11 | Aamir Atlas Khan       | Danish Atlas Khan Abdulla Al-Tamimi | Nasir Iqbal Farhan Zaman Amaad Fareed Abbas Shoukat           |
| Open de Montréal 2014 Montréal, Canada International 35 35 000 $            | 21–24 octobre 2014             | Mathieu Castagnet 11–7, 12–10, 9–11, 13–11      | Miguel Ángel Rodríguez | Borja Golán Cameron Pilley          | Daryl Selby Grégoire Marche Alan Clyne Diego Elías            |
| Open de Macao 2014 Macao, Chine International 50 50 000 $ - tableau         | 23–26 octobre 2014             | Tarek Momen 6–11, 11–5, 11–7, 4–11, 12–10       | Omar Mosaad            | Mazen Hesham Ong Beng Hee           | Saurav Ghosal Marwan El Shorbagy Max Lee Mohd Nafiizwan Adnan |
| Bluenose Classic 2014 Halifax, Canada International 50 50 000 $ - tableau   | 27 octobre – 1er novembre 2014 | Peter Barker 11–6, 11–7, 11–8                   | Miguel Ángel Rodríguez | Borja Golán Daryl Selby             | Cameron Pilley Stephen Coppinger Alister Walker Tom Richards  |

## Novembre
| Tournoi                                                                        | Date                 | Champion                                       | Finaliste           | Demi-finalistes                | Quart de finaliste                                          |
| ------------------------------------------------------------------------------ | -------------------- | ---------------------------------------------- | ------------------- | ------------------------------ | ----------------------------------------------------------- |
| Lagos International 2014 Lagos, Nigeria International 25 25 000 $              | 5–8 novembre 2014    | Adrian Grant 11–9, 11–6, 11–2                  | Karim Ali Fathi     | Omar Abdel Meguid Farhan Zaman | Danish Atlas Khan Peter Creed Babatunde Ajagbe Adewale Amao |
| PSA World Championship 2014 Doha, Qatar World Championship 325 000 $ - tableau | 14–21 novembre 2014  | Ramy Ashour 13–11, 7–11, 5–11, 11–5, 14–12     | Mohamed El Shorbagy | Grégory Gaultier Nick Matthew  | Amr Shabana Borja Golán Cameron Pilley Stephen Coppinger    |
| Dubai Squash Cup 2014 Dubaï, Émirats arabes unis International 25 25 000 $     | 23–27 novembre 2014  | Karim Abdel Gawad 5–11, 11–6, 11–8, 6–11, 11–4 | Chris Simpson       | Nasir Iqbal Aamir Atlas Khan   | Mohamed Abouelghar Zahed Mohamed Muhd Asyraf Azan Paul Coll |
| Open d'Edmonton 2014 Edmonton, Canada International 35 35 000 $ - tableau      | 27- 30 novembre 2014 | Simon Rösner 11–8, 4–11, 7–11, 13–11, 11–6     | Tarek Momen         | Nicolas Müller Adrian Waller   | Tom Richards Henrik Mustonen Eddie Charlton Rex Hedrick     |

## Décembre
| Tournoi                                                                         | Date              | Champion                      | Finaliste         | Demi-finalistes                         | Quart de finaliste                                         |
| ------------------------------------------------------------------------------- | ----------------- | ----------------------------- | ----------------- | --------------------------------------- | ---------------------------------------------------------- |
| British Grand Prix 2014 Manchester, England International 70 70 000 $ - tableau | 5–8 décembre 2014 | Nick Matthew 11–7, 11–6, 11–5 | Mathieu Castagnet | Grégory Gaultier Miguel Ángel Rodríguez | Mohamed El Shorbagy Peter Barker Daryl Selby Adrian Waller |

## Top 10 mondial de fin d'année
| Rank | 2014                | 2014        |
| ---- | ------------------- | ----------- |
| 1    | Mohamed El Shorbagy | 1 385 000 $ |
| 2    | Grégory Gaultier    | 1 322 000 $ |
| 3    | Nick Matthew        | 970 500 $   |
| 4    | Amr Shabana         | 878 500 $   |
| 5    | Ramy Ashour         | 872 500 $   |
| 6    | Peter Barker        | 573 500 $   |
| 7    | Borja Golán         | 570 909 $   |
| 8    | James Willstrop     | 532 500 $   |
| 9    | Tarek Momen         | 504 545 $   |
| 10   | Simon Rösner        | 484 091 $   |

## Retraites
Ci-dessous, la liste des joueurs et joueuses notables (gagnants un titre majeur ou ayant fait partie du top 30 pendant au moins un mois) ayant annoncé leur retraite du squash professionnel, devenus inactifs ou ayant été bannis durant la saison 2014:
- Karim Darwish, né le 29 août 1981 au Caire, rejoint le pro tour en 1999, atteignant le premier rang mondial en janvier 2009 et conservant la place pendant onze mois en 2009. Il atteint la finale du championnat du monde en 2008 perdant face à Ramy Ashour. Il remporte également deux titres au Qatar Classic en 2008 et 2010, un titre à El Gouna International en 2010. Après une dernière compétition à Hong Kong Open, il prend sa retraite en octobre[1].
- Hisham Mohd Ashour, né le 29 mai 1982 au Caire, rejoint le pro tour en 2000, atteignant la 11e place en février 2012. Il remporte deux titres.
- Jonathan Kemp, né le 18 mars 1981 à Wolverhampton, rejoint le pro tour en 1999, atteignant la 20e place en juillet 2010. Il remporte douze titres sur le circuit. Il se retire en juin 2014 après un ultime succès au Select Gaming Kent Open[2].